# جاي هوفمان (سياسي)
جاي هوفمان (بالإنجليزية: Jay Hoffman)‏ هو لاعب كرة قاعدة وسياسي أمريكي، ولد في 6 نوفمبر 1961 في هايلاند في الولايات المتحدة. حزبياً، نشط في الحزب الديمقراطي. وقد انتخب عضو مجلس نواب إلينوي.